# Ola Kajbjer
Karl Ola Kajbjer Lundberg (* 28. března 1969 Arlöv, Švédsko) je bývalý švédský sportovní šermíř, který se specializoval na šerm fleretem. Švédsko reprezentoval v osmdesátých a devadesátých letech. Na olympijských hrách startoval v roce 1988 v soutěži jednotlivců a družstev a v roce 1992 v soutěži jednotlivců. V roce 1992 obsadil třetí místo na mistrovství Evropy v soutěži jednotlivců.